# Musotima nubilalis
Musotima nubilalis là một loài bướm đêm trong họ Crambidae.